# Dream pop
El dream pop (en català també anomenat pop somiador o pop oníric) és un subgènere del rock alternatiu. Aquest terme el va utilitzar al final dels anys 80 del segle xx Alex Ayuli per tal de descriure la música de la seva banda, A.R. Kane. Més tard, ell mateix va fundar el seu propi segell discogràfic de dream pop. Poc després, el periodista musical novaiorquès Simon Reynolds va fer servir el terme per descriure l'escena shoegazing del Regne Unit. Reynolds és el crític que ha estrenat el terme dream pop. En la dècada dels 90, el dream pop i el shoegazing van ser termes regionals dependents i intercanviables entre si.

## Definició
El dream pop es defineix com un subgènere atmosfèric de rock alternatiu que es fomenta tant de textures sonores com de melodia. Té com a característiques comunes les veus murmurades i la utilització d'efectes de guitarra, sovint produint un «mur de soroll». El terme sovint es fa servir, particularment als Estats Units d'Amèrica, per a descriure bandes que van formar part de l'escena shoegazing, vista com una part del dream pop. El terme és emprat per referir-se a la immersió en la música experimentada per l'oient. Segons Simon Reynolds, el dream pop produeix experiències entusiàstiques i transcendents, sovint en fer servir una imatgeria narcòtica i mística. Tendeix a focalitzar-se en les textures i els estats d'ànim en lloc de propulsius riffs de rock. Les veus són generalment murmurades o cantades de manera xiuxiuejant, i les lletres solen ser introspectives o existencials. Les portades dels àlbums presenten imatges borroses de tonalitats pastel o en austers dissenys minimalistes, o bé en una combinació d'ambdós estils.
Segells discogràfics com 4AD (Cocteau Twins, Pale Saints, Lush, Swallow), Creation Records (My Bloody Valentine, Slowdive, Ride), Sub Pop (Velocity Girl), Sarah Records (Secret Shine), Slumberland (Black Tambourine, Swirlies), Cherry Red (Blind Mr. Jones) i Vernon Yard han publicat significatius àlbums d'aquest gènere.

## Història i influències
El 1970, George Harrison va publicar el triple àlbum All Things Must Pass. La tècnica de producció mur de so emprada (en anglès, wall of sound) i els seus fluids arranjaments van permetre al periodista musical John Bergstorm acreditar l'àlbum com una influència en el dream pop.

## Influència sobre altres estils

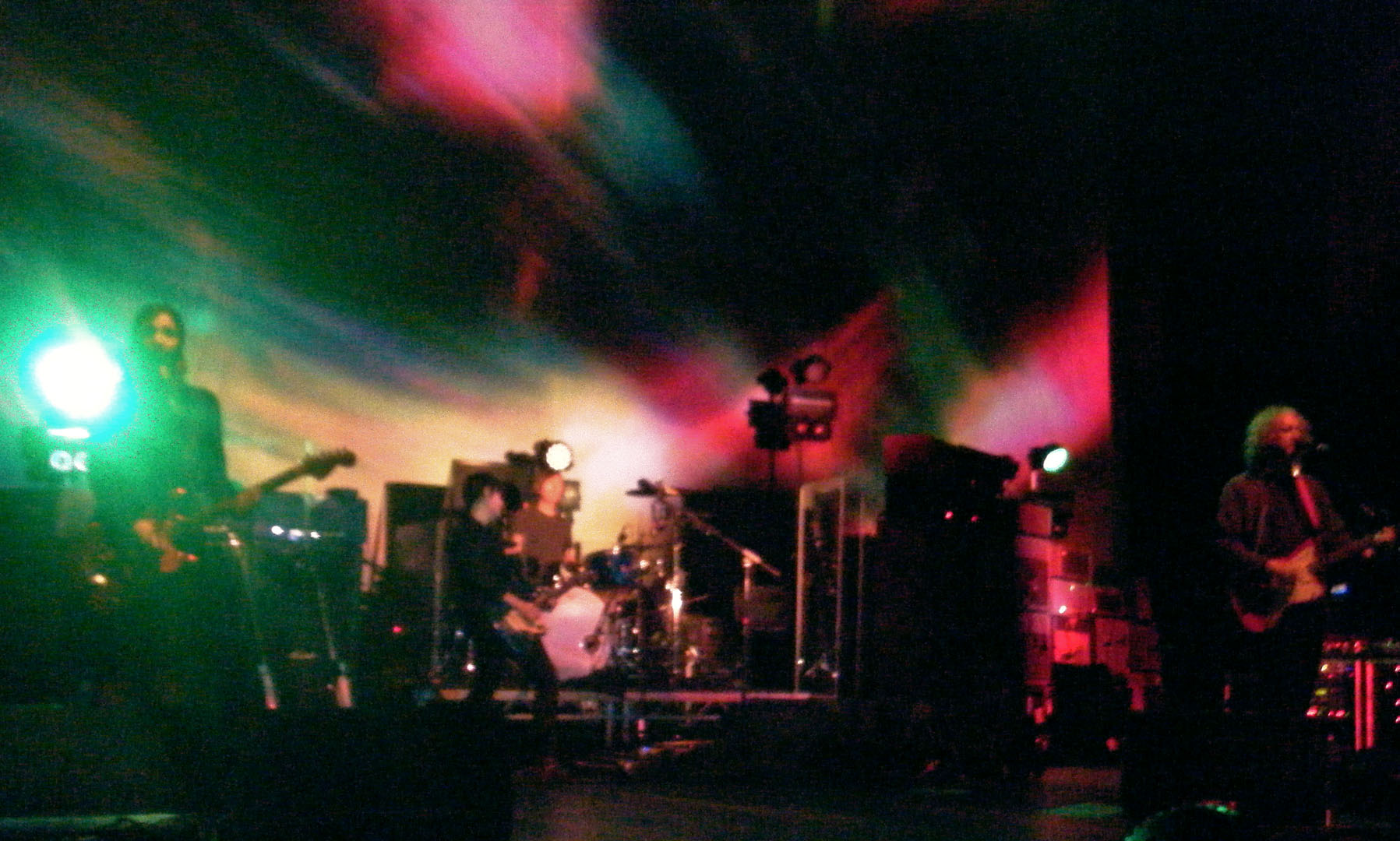
El grup My Bloody Valentine el 2013

La variant més sorollosa i agressiva del dream pop va ser coneguda com a shoegazing. Grups com Lush, Slowdive, My Bloody Valentine, Starflyer 59, Chapterhouse, Catherine Wheel, Ride, Medicine i Levitation van encapçalar aquest estil. Aquestes bandes mantenien les qualitats atmosfèriques del dream pop, però afegien la intensitat d'influents grups post-punk com ara Sonic Youth and The Jesus and Mary Chain. El shoegazing va sorgir de l'entusiasme per les textures i els estats d'ànim del dream pop, al mateix temps que es rebutjaven les seves tendències més passives. El shoegazing es va concentrar inicialment a Anglaterra a l'inici dels anys 90.
Al pas cap al segle xxi, grups com Sigur Rós, M83, Asobi Seksu i The Radio Dept. han estat descrits com a grups de dream pop, que es diu també en anglès nu-gaze.